# Triathlon
Triathlon (ang. triathlon), triatlon (gr. trójbój) – wszechstronna dyscyplina sportowa będąca kombinacją pływania, kolarstwa i biegania. Zawodnik kolejno płynie, jedzie na rowerze i biegnie, a czas końcowy obejmuje również zmianę stroju i sprzętu sportowego.

## Historia
Pierwszy triathlon rozegrano 25 września 1974 w San Diego na dystansie 500 jardów (457,2 metra) pływania, 5 mil (8,047 kilometra) jazdy rowerem i 6 mil (9,656 kilometra) biegu, a w 2000 wszedł do rozgrywek olimpijskich na Igrzyskach w Sydney. Olimpijskie zawody są rozgrywane na dystansach 1,5 km/40 km/10 km.
W Polsce pierwszy triathlon rozegrano 14 lipca 1984 w Poznaniu, na Kiekrzu, na dystansach 1,5 km/50 km/20 km.

## Dystanse
Triathlon rozgrywany jest na różnych dystansach:
- Super Sprinterski: 0,6 km pływania / 15 km jazdy rowerem / 3 km biegu
- Sprinterski: 0,75 km pływania / 20 km jazdy rowerem / 5 km biegu
- Olimpijski (standard): 1,5 km pływania / 40 km jazdy rowerem / 10 km biegu
- Dystans długi: 1,9 km pływania / 90 km jazdy rowerem / 21 km biegu
- International Triathlon Union (ITU) – długi dystans: 4 km pływania / 130 km jazdy rowerem / 30 km biegu

- 1/4 Ironman: 0,95 km pływania / 45 km jazdy rowerem / 10,55 km biegu[2]
- Half-Ironman (Ironman 70.3): 1,9 km pływania / 90 km jazdy rowerem / 21 km biegu
- Ironman: 3,8 km pływania / 180 km jazdy rowerem / 42 km biegu
- Iron: dystanse zbliżone do Ironman
- Ultraman Triathlon: 10 km pływania / 421 km jazdy rowerem / 84 km biegu

Najpopularniejszy dystans olimpijski jest rozgrywany od połowy lat 80. XX wieku. Jego pomysłodawcą był Jim Curl, natomiast Carl Thomas organizował w latach 1982–1997 cykl imprez U.S. Triathlon Series (USTS) na dystansie olimpijskim. Z kolei World Triathlon Corporation (WTC) na długim dystansie organizowała zawody z cyklu Hawaii Ironman Triathlon, znane jako mistrzostwa świata Ironman.
ITU zostało założone w 1990 jako organ międzynarodowy. Celem organizacji było wprowadzenie triathlonu na igrzyska olimpijskie. International Triathlon Union organizuje zawody na dystansie olimpijskim oraz długim, jednak nie sankcjonuje dystansu Ironman. Na dystansie olimpijskim są organizowane zawody z cyklu mistrzostw świata, Pucharu Świata, a także zawody kontynentalne. Co roku odbywa się rywalizacja o tytuł mistrza świata na dystansie długim.
Oficjalnym organem zawodów Ultraman jest International Ultra-Triathlon Association (IUTA). Doroczne zawody na dystansie Ultraman są organizowane na Hawajach.

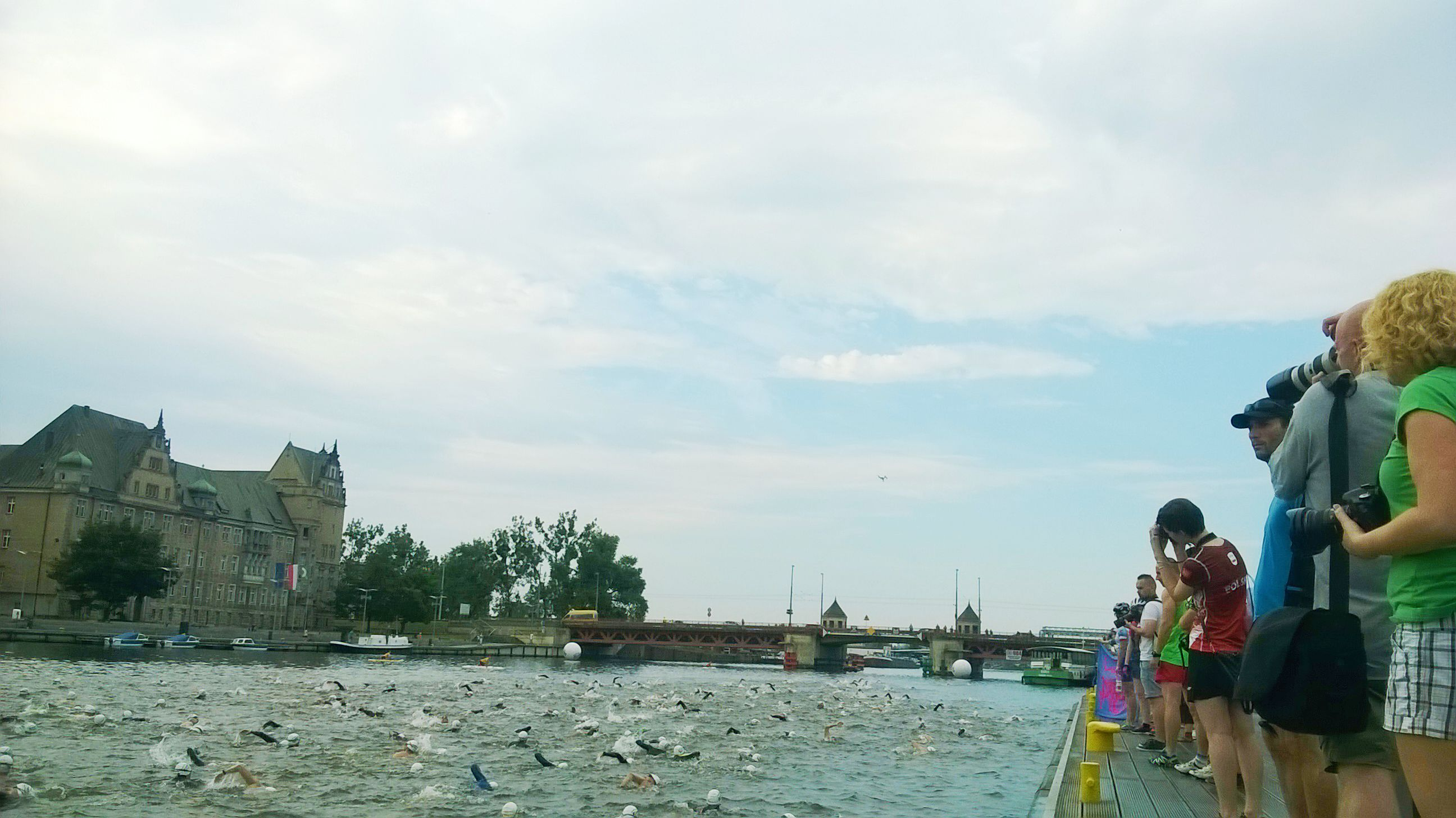
Etap pływacki w Odrze, trasy 0,95 i 1,9 km, Szczecin, lipiec 2015

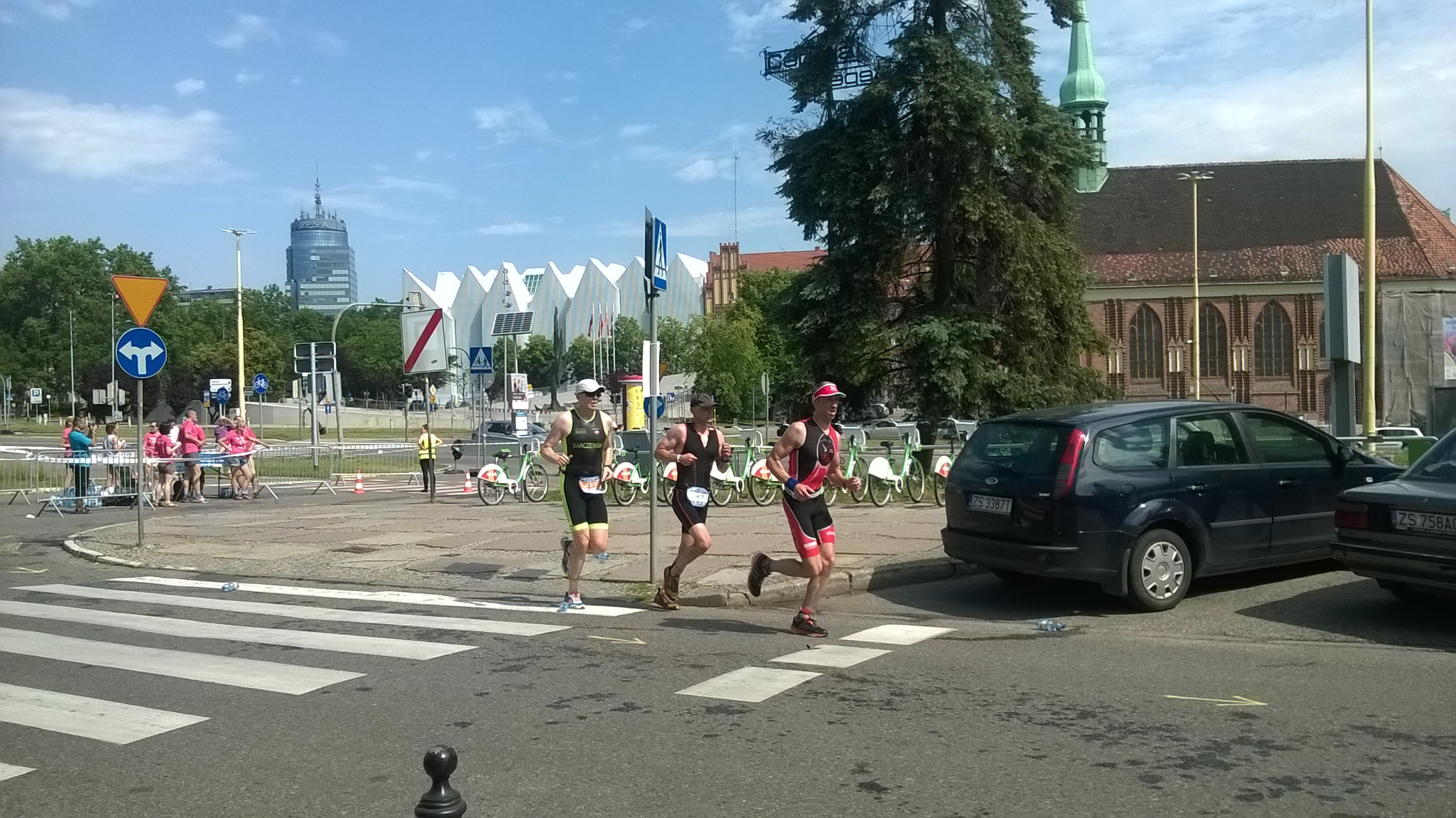
Fragment trasy biegowej 10,55 i 21,095 km, Szczecin 2015

| Impreza                         | Dystans         | Klasyfikacja     |
| JBL Triathlon Sieraków          | 0,95–45–10,55   | dystanse krótkie |
| JBL Triathlon Sieraków          | 1,9–90–21,095   | dystanse długie  |
| Marbruk Triathlon Charzykowy    | 0,6–15–3        | dystanse krótkie |
| Marbruk Triathlon Charzykowy    | 0,75–20–5       | dystanse krótkie |
| Marbruk Triathlon Charzykowy    | 0,95–45–10,55   | dystanse krótkie |
| Marbruk Triathlon Charzykowy    | 1,9–90–21,095   | dystanse długie  |
| Triathlon Kołobrzeg             | 0,75–20–5       | dystanse krótkie |
| Triathlon Kołobrzeg             | 1,5–40–10       | dystanse krótkie |
| Triathlon Szczecin              | 0,95–45–10,55   | dystanse krótkie |
| Triathlon Szczecin              | 1,9–90–21,095   | dystanse długie  |
| Triathlon Bydgoszcz             | 0,475–22,5–5,25 | dystanse krótkie |
| Triathlon Bydgoszcz             | 0,95–45–10,55   | dystanse krótkie |
| JBL Triathlon Poznań            | 0,75–20–5       | dystanse krótkie |
| JBL Triathlon Poznań            | 1,5–40–10       | dystanse krótkie |
| JBL Triathlon Poznań            | 1,9–90–21,095   | dystanse długie  |
| Triathlon Stronie Śląskie       | 1–25–8 cross    | dystanse krótkie |
| Triathlon Stronie Śląskie       | 0,6–16–3        | dystanse krótkie |
| Triathlon Stronie Śląskie       | 1,5–48–10       | dystanse krótkie |
| Triathlon Stronie Śląskie       | 3–80–20         | dystanse długie  |
| Triathlon Borówno-Bydgoszcz     | 1,9–90–21,095   | dystanse długie  |
| Triathlon Borówno-Bydgoszcz     | 3,8–180–42,2    | dystanse długie  |
| Prime Food Triathlon Przechlewo | 1,5–40–10       | dystanse krótkie |
| Prime Food Triathlon Przechlewo | 1,9–90–21,095   | dystanse długie  |

## Igrzyska olimpijskie
Triathlon na IO zadebiutował w Sydney w 2000 na dystansie 1,5 km/40 km/10 km. Pierwszym mistrzem olimpijskim został Simon Whitfield, który pokonał dystans w czasie 1:48:24.02. Pierwszą mistrzynią olimpijską była Brigitte McMahon (2:00:40.52).
Cztery lata później w Atenach triumfowali Hamish Carter oraz Kate Allen.
Obecnymi mistrzami olimpijskimi w triathlonie z Tokio są Kristian Blummenfelt oraz Flora Duffy.

## Zawody
ITU co rok organizuje serię zawodów Pucharu Świata. WTC jest odpowiedzialna za imprezy z serii Ironman i Ironman 70.3 (Half-Ironman). Mistrzostwa świata Ironman są co roku organizowane w październiku na Hawajach w Kailua-Kona, natomiast na dystansie o połowie krótszym rozgrywane były w listopadzie w Clearwater na Florydzie, a obecnie co roku zmieniana jest ich lokalizacja. W Polsce pierwsze zawody z serii Ironman 70.3 odbyły się w Gdyni w 2015 roku pod nazwą Herbalife Ironman 70.3 Gdynia.
Ponadto ITU organizuje zawody Long Distance Triathlon. Jednakże są one mniej popularne niż Puchar Świata ITU czy mistrzostwa świata WTC.
Oprócz tego w Europie są przeprowadzane tzw. zawody 111 i 222. Konkurencja 111 jest organizowana na dystansie 1 km pływania, 100 km jazdy rowerem i 10 km biegu (łączny dystans 111 km). Natomiast 222 jest organizowana na dystansie dwukrotnie dłuższym.

## Zasady
Triathlon to typowy sport indywidualny. Zwycięża zawodnik z najlepszym czasem. Jeśli start odbył się ze startu wspólnego jest nim zawodnik, który pierwszy dobiega do mety.
Zawodnicy nie mogą korzystać z pomocy z zewnątrz oprócz wolontariuszy zajmujących się dostarczaniem żywności na trasie. Zazwyczaj, podczas zawodów typu Ironman, zabronione są taktyki zespołowe, które np. podczas jazdy rowerem mogą doprowadzić do zmniejszenia oporu powietrza (tzw. drafting). Natomiast podczas zawodów ITU jazda w grupie jest dozwolona.
Zawodnik nie może używać szklanych butelek ani sprzętu elektronicznego z wyjątkiem zegarka. Uczestnik zawodów nie może robić niczego, co stanowi zagrożenie dla siebie lub innych uczestników. W praktyce jednak każda impreza triathlonowa charakteryzuje się mniej lub bardziej zmodyfikowanymi zasadami, zawartymi w regulaminie zawodów (ze względu na trasę, ukształtowanie terenu, porę roku itp.), dlatego też trudno jest ustalić sztywne zasady dla wszystkich wydarzeń.
Większość naruszeń przepisów powoduje kosztowne kary czasowe, od jednej do 12 minut, w zależności od wagi naruszenia przepisów oraz długości wyścigu.
Ponadto triathlon posiada szereg regulacji do każdej z dyscyplin składowych.

## Organizacja

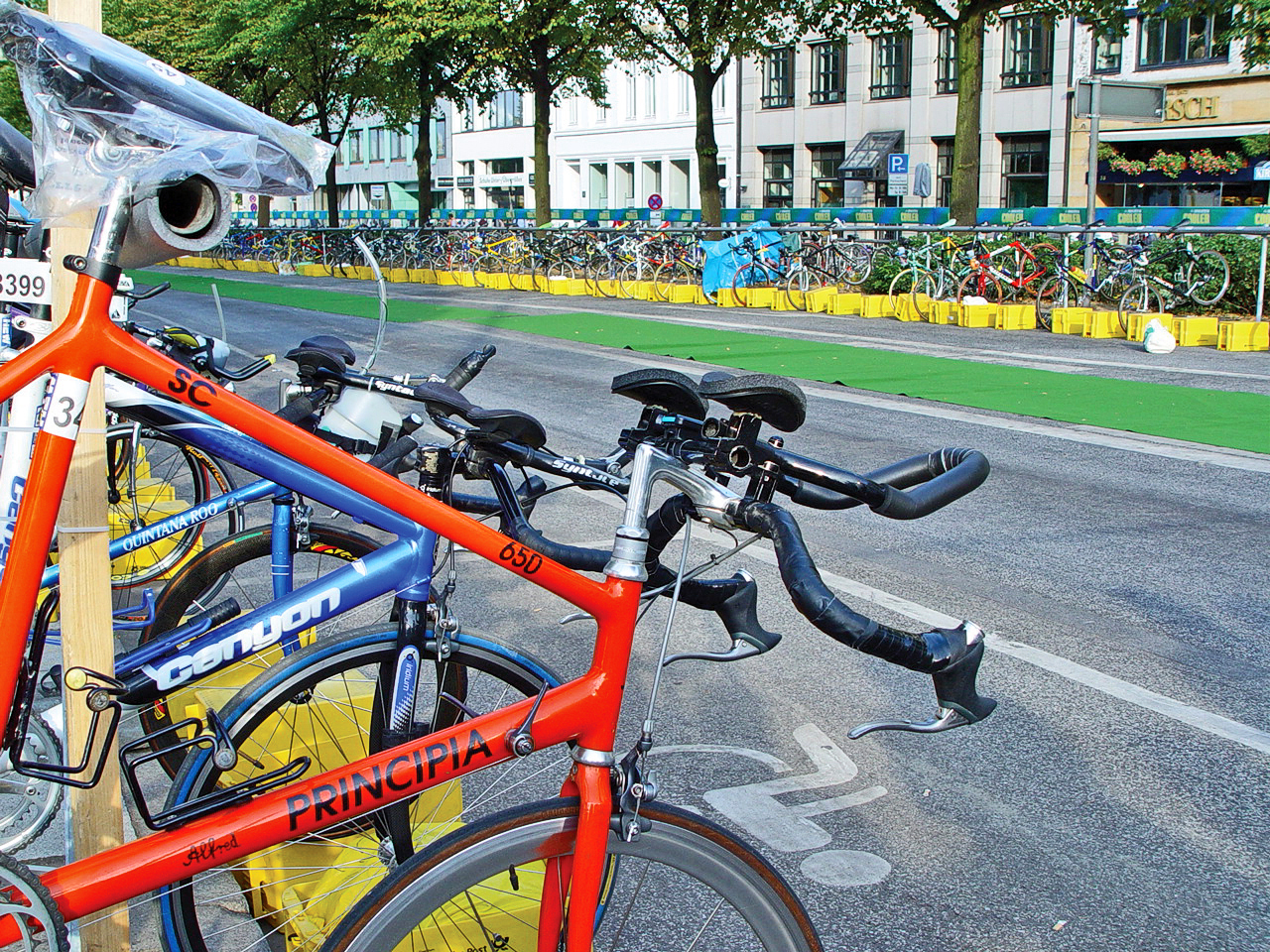
Strefa zmian

Organizatorzy imprez sportowych czasem wymagają od sportowców rejestracji w dniu poprzedzającym start. Podczas niej zawodnik dostaje numer, który zostaje dodatkowo namalowany na ramieniu oraz nogach, kolorowy czepek oraz opaskę na nadgarstek. Podczas zawodów Ironman 70.3 i Ironman zawodnicy są zobowiązani do przekazania organizatorom roweru dzień wcześniej, który na noc pozostawiany jest pod ochroną straży.
Na krótszych dystansach zawodnicy powinni stawić się ok. godzinę przed startem, gdyż następuje proces rejestracji w strefie zmian. Niektórzy organizatorzy wymagają numeru startowego zawodnika także na rowerze.
W strefie zmian każdy zawodnik wyposażony jest w stojak na rower wraz z miejscem na obuwie i ubranie. Podczas niektórych zawodów etap rowerowy kończy się w innym miejscu, niż się zaczynał, tak więc zawodnicy mają utworzone dwie strefy zmian.
Podczas zawodów zawodnicy są dzieleni na profesjonalistów i amatorów. Amatorzy, którzy stanowią przeważnie zdecydowaną większość uczestników, klasyfikuje się według grup wiekowych. Przedziały wiekowe wśród zawodników najczęściej są określane na 5 lub 10 lat. Dzięki temu zawody triathlonowe stały się bardziej popularne. Ponadto niektórzy organizatorzy klasyfikują amatorów według kategorii wagowych, gdyż ciężar wpływa na szybkość zawodnika. Takie podziały nie są stosowane wśród zawodowców. Jak w większości maratonów i innych imprez wytrzymałościowych, istnieją także grupy wiekowe dla dzieci i młodzieży.
Po rejestracji zawodnicy stawiają się na starcie, który zazwyczaj jest wspólny dla wszystkich startujących na danym dystansie. Start odbywa się poprzez skok do wody z pomostu lub bieg z plaży do zbiornika wodnego (jezioro, rzeka, ocean). Niektóre zawody preferują start zawodników falami, np. co 5 sekund.

### Pływanie

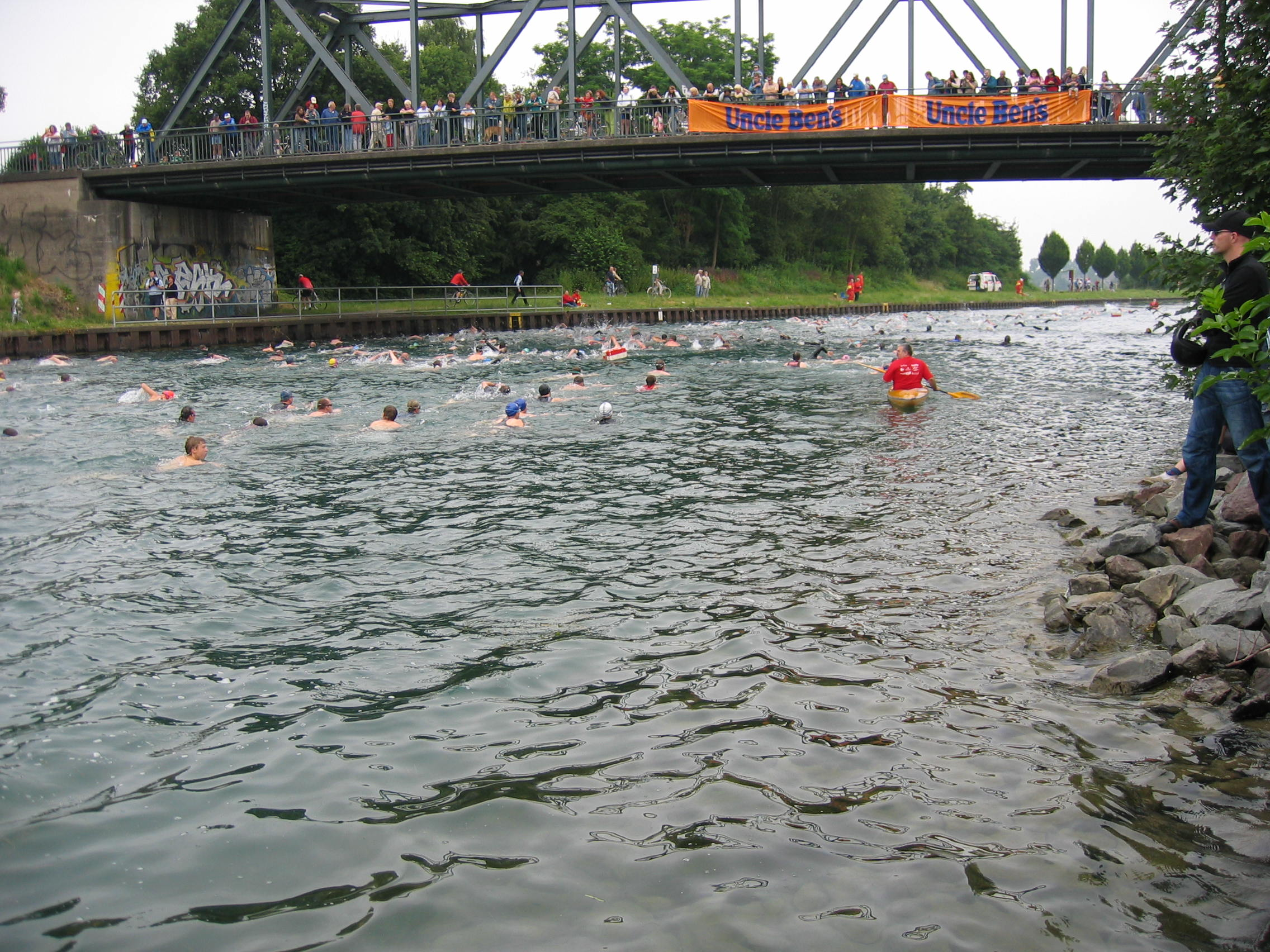
Etap pływacki rozgrywany w rzece

Jeżeli temperatura wody w zbiorniku wodnym nie przekracza 28,5 stopnia Celsjusza, zawodnik może użyć kombinezonu pływackiego ze specjalnej pianki. Zawodnicy pływają między oznaczonymi bojami. Niedozwolony jest wszelki sprzęt pływacki – np. płetwy, rurki do nurkowania – można korzystać jedynie z gogli pływackich. Zawodnik może w każdej chwili zatrzymać się w wodzie w pozycji stojącej (jeśli zbiornik jest na tyle płytki) bądź złapać się boi. Nie może za to się od niej odpychać. Zawodnik może być eskortowany, a w razie potrzeby może być mu udzielana pomoc, zapobiegająca utonięciu. Niedozwolona jest pomoc eskorty w ukończeniu etapu.
Po wyjściu z wody zawodnik przemieszcza się do strefy zmian, w której zmienia się czepek na kask rowerowy oraz nakłada się obuwie, które zazwyczaj jest przytwierdzone do pedałów.

### Jazda na rowerze
Każdy zawodnik jest zobowiązany do posiadania kasku. Podczas jazdy zabronione jest ściąganie kasku. Uczestnik zawodów może go zdjąć po zejściu z roweru np. w celu jego poprawienia. Zawodnik może prowadzić lub nieść rower (np. w przypadku awarii), jednak nie może ukończyć etapu bez niego. Zawodnicy nie mogą używać sprzętu redukującego opór powietrza. Zabroniony jest draft, czyli jazda w grupie na dystansach 113 km (70,3) i 226 km (IM). Niedozwolony jest montaż kołpaków.
Zawodnik, który kończy etap rowerowy, znajduje się w strefie zmian (T2), gdzie zostawia kask i zmienia obuwie na biegowe.

### Bieg
Uczestnik może pokonać ostatni dystans dowolnym sposobem – biegiem zarówno do przodu, jak i do tyłu, dozwolony jest także marsz. Zawodnik nie może korzystać z pomocy z zewnątrz (oprócz wolontariuszy, którzy rozstawieni na trasie podają płyny oraz żywność), biec z nagim torsem, czołgać się, biec bez butów w jakiejkolwiek części trasy biegowej, biec z kaskiem na głowie, używać przedmiotów stałych do zmiany kierunku, biec w asyście pomocników, używać nielegalnego sprzętu.

## Odmiany triathlonu
- Aquathlon
- Duathlon
  - Crossduathlon
- Triathlon zimowy